# Mil Mi-20
Mil Mi-20 měl být malý víceúčelový transportní vrtulník plánovaný jako náhrada za lehké jednomotorové vrtulníky Mil Mi-1 v polovině 60. let 20. století. Vrtulník byl navržen pro mnoho rolí. Od transportních, nákladních, zemědělských, zdravotnických, výcvikových až po role lehkého vrtulníku pro ozbrojené eskortní nebo bojové mise. V roli bitevního vrtulníku by mohl nést protitankové rakety Falanga nebo Maljutka na čtyřech až šesti závěsných pylonech nebo dvě raketnice UB-16-57.
V roce 1966 Moskevský vrtulníkový závod M. L. Mila (MVZ) postavil plnohodnotnou maketu vrtulníku s tříkolovým podvozkem a jedním turbohřídelovým motorem Turbomeca "Oredon-III" o výkonu 355 k. Motor měl být licenční verzí francouzského motoru, ale jeho použití zabránil mezinárodní tlak a zhoršení vztahů západních zemí se Sovětským svazem.
Později, pod vedením Glušenkova v roce 1972, MVZ postavil další maketu, ale s motorem TBG-11 a ližinovým podvozkem. Vrtulník ani po druhé maketě nepřilákal mnoho zákazníků. Po přeložení Glušenkova byl roku 1975 téměř dokončený návrh vrtulníku Mi-20 odložen. Typ Mil Mi-1 nenahradil. 
Konstrukce kabiny a trupu měla u maket vejčitý tvar z něhož v horní části trupu vycházela ocasní část s ocasním stabilizátorem, který se nacházel na pravé straně. Svými tvary se přibližoval vrtulníku MBB Bo 105.